# Копыловы
Копыловы — дворянский род.
Фамилии Копыловых, многие Российскому Престолу служили дворянские службы в разных чинах, и жалованы были в 1667 и других годах поместьями.

## Происхождение
Основатель рода Дмитрий Епифанович Копылов, как свидетельствовал его внук, родом был из Москвы и пришёл в Томск (до 1626) и первоначально служил десятником конных казаков, пятидесятником (1630), затем  атаманом (1635). Во главе отряда томских казаков отправился на восток для поиска новых земель (1636). На реке Алдан им основан Бутальский острог, из которого весной (1639) вышел отряд под началом Ивана Москвитина для "проведывания" моря, о котором рассказывали эвенки. В том же году томскими землепроходцами было основано первое русское поселение на побережье Тихого океана — в устье реки Ульи, впадающей в Охотское море. После разведки окрестных земель отряд Москвитина соединился с отрядом Копылова в Якутске, откуда они вместе вернулись в Томск (1641). За заслуги в этом походе он получил чин сына боярского (1643). Во время томского восстания (1648-1649) вместе с сыном Григорием поддерживал воеводу Осипа Щербатого и пострадал от восставших. В 1657 вместе с сыном боярским Юрием Едловским ему было поручено построить Сосновский острог южнее Томска.
Сыновья Дмитрия Епифановича основали д. Копылово, в которой до сих пор проживают потомки знаменитого сибирского первопроходца, впрочем, как и по всему миру.

## Описание герба
В щите, разделённом диагонально на две части, в верхней в правом голубом поле изображена золотая сабля. В нижней части в зелёном и красном шахматном поле золотой подсолнечник с листьями, прямо поставленный корнем вниз.
Щит увенчан дворянским шлемом со страусовыми перьями. Намёт на щите голубой, подложенный красным. Герб внесён в Общий гербовник дворянских родов Российской империи, часть 3, стр. 104.

## Известные представители
- Копылов Семён Матвеевич — подьячий, дьяк (1629—1636), воевода на Ваге (1626—1627), на Белоозере (1631), в Тобольске (1632—1635).
- Копылов Григорий — воевода в Друе (1656)[1][2].